# Occidryas hemimelanica
Occidryas hemimelanica är en fjärilsart som beskrevs av Comstock 1926. Occidryas hemimelanica ingår i släktet Occidryas och familjen praktfjärilar. Inga underarter finns listade i Catalogue of Life.